# AE剤
AE剤 Air Entraining 剤（えーいーざい）とは、コンクリート打設作業能率、耐凍性を向上させる混和剤の一つで界面活性剤の一種である。

## 概要
固まらないコンクリートに混ぜることで、コンクリート中の微細な気泡を減少させることができる混和剤。このため流動性（ワーカビリチー）を改善し、型枠への充填性が向上することで打ち込み欠陥が減少する。

## AE減水剤
AE剤と減水剤の両方の機能を持つ混和剤のことである。